# Petrov nad Desnou
Petrov nad Desnou, bis 1955 Petrovice nad Desnou (deutsch Petersdorf an der Tess) ist eine Gemeinde in Tschechien. Sie liegt sechs Kilometer nordöstlich von Šumperk und gehört zum Okres Šumperk.

## Geographie
Petrov erstreckt sich südwestlich des Altvatergebirges im Rabenseifener Bergland (Hraběšická vrchovina) am Unterlauf des Flüsschens Merta bis zu dessen Mündung in die Desná (Tess). Nordwestlich erhebt sich der Kamenitý kopec (Steinigberg, 615 m), östlich der Farský vrch (Trausnitzberg, 628 m), im Süden die Prostřední skála (Mittelstein, 718 m) und westlich der Bukový kopec (Große Anhöhe, 640 m). Durch den Ort führt die Staatsstraße 11 von Rapotín über den Skřítek-Sattel nach Rýmařov. Petrov nad Desnou liegt an der Eisenbahnstrecke Šumperk – Sobotín, von der im Ort die Nebenstrecke nach Kouty nad Desnou abzweigt und besitzt neben dem Bahnhof noch eine Bahnhaltepunkt.
Nachbarorte sind Terezín im Norden, Štětínov im Nordosten, Sobotín im Osten, Rudoltice und Hraběšice im Südosten, Krásné, Anenský Dvůr und Vikýřovice im Süden, Rapotín im Südwesten, Bratrušov im Westen sowie Rejchartice im Nordwesten.

## Geschichte
Das Dorf wurde im Jahre 1391 erstmals urkundlich erwähnt. 1354 hatte der zu Herrschaft Groß Ullersdorf gehörige Ort von Markgraf Karl das Privileg eines Freirichters erhalten und wurde nach dem ersten Amtsinhalter als Petersdorf benannt. 1519 wurde die Kirche der Hl. Maria Magdalena geweiht. Im Hufenregister von 1677 sind für Petersdorf 62 Anwesen vermerkt. Im Zuge der Groß Ullersdorfer Hexenprozesse wurde die Frau des Petersdorfer Richters, Ursula Kolbe, 1686 als Hexe auf dem Scheiterhaufen verbrannt. Nach der Teilung der Groß Ullersdorfer Herrschaft kam Petersdorf zur Herrschaft Wiesenberg. Besitzer des Ortes waren die Herren von Zierotin und ab 1770 das Kloster Velehrad. Die Bewohner des Ortes lebten von der Landwirtschaft. 1789 wurde der herrschaftliche Hof parzelliert und auf seinen Fluren das Dorf Theresienthal angelegt. Seit Beginn des 19. Jahrhunderts entstanden in dem Ort ein Hammerwerk sowie je eine Säge-, Öl- und Mahlmühle.
Im Jahre 1834 bestand Petersdorf aus 149 Häusern und hatte 1131 Einwohner. An der Stelle des Hammerwerkes wurde 1839 durch die Zöptauer Eisenwerke Gebr. Klein eine große Fabrik für Landwirtschaftliche Maschinen errichtet. Zwischen 1839 und 1842 entstand die über den Fichtlingsattel führende Kaiserstraße von Mährisch Schönberg nach Römerstadt.
Nach der Aufhebung der Patrimonialherrschaften bildete Petersdorf/Petrovice mit dem Ortsteil Theresienthal / Terezín ab 1850 eine Gemeinde im Bezirk Mährisch Schönberg und im Gerichtsbezirk Wiesenberg. 1871 nahm die Eisenbahn von Mährisch Schönberg nach Zöptau den Betrieb auf. 1890 lebten in Petersdorf (ohne Theresienthal) 1565 Menschen in 193 Häusern. Die 1904 eingeweihte Lokalbahn Petersdorf – Winkelsdorf erschloss das obere Tesstal. Am 26. Juli 1904 brannte die Kirche St. Maria Magdalena nach einem Blitzeinschlag bis auf die Grundmauern nieder. Sie wurde nicht wieder aufgebaut, stattdessen entstand auf ihren Mauerresten ein neues Schulgebäude. Als katholische Pfarrkirche fungierte seither die Kirche Mariä Himmelfahrt in Reitendorf. 1911 entstand eine Ziegelei. Bis 1921 war das Dorf auf 1391 Einwohner angewachsen, die 205 Häuser bewohnten. Die Bevölkerung war überwiegend deutschsprachig, daneben gab es auch eine tschechische Minderheit. Seit 1924 führte die Gemeinde Petersdorf / Petrovice den offiziellen Namenszusatz an der Tess / nad Desnou. Im Jahre 1925 entstand die Kirche der evangelischen Gemeinde. 1927 wurde Petersdorf von einem schweren Hochwasser betroffen. Infolge der Weltwirtschaftskrise brachen alle Industriebetriebe an der oberen Tess zusammen; am 30. September 1931 schloss auch die Landmaschinenfabrik Gebr. Klein. 1932 übernahm die Motorradfabrik Velamos der Gebr. Heinz die Fabrikanlagen.
Nach dem Münchner Abkommen wurde die Gemeinde 1938 dem Deutschen Reich angeschlossen und gehörte bis 1945 zum Landkreis Mährisch Schönberg. Am 5. Mai 1939 wurde Petersdorf an der Tess nach Reitendorf eingemeindet. Nach dem Zweiten Weltkrieg erfolgte am 9. Mai 1945 die Umgemeindung nach Sobotín und am 31. Jänner 1946 entstand die Gemeinde Petrovice nad Desnou wieder. Nach der Vertreibung der deutschen Bewohner lebten 1950 in Petrovice einschließlich Terezín 1161 Menschen in 270 Häusern. 1955 erfolgte die Änderung des Gemeindenamens in Petrov nad Desnou. 1980 wurde Petrov erneut nach Sobotín eingemeindet. Ein 1995 durchgeführtes Referendum über die Eigenständigkeit als politische Gemeinde erbrachte nicht die erforderliche Mehrheit. 1997 erlitt das Dorf erneut schwere Hochwasserschäden. Größter Arbeitgeber in Petrov ist die Fahrradfabrik Velamos, die 1990 wieder privatisiert wurde. 1991 hatte der Ort 1145 Einwohner. Im Jahre 2001 bestand das Dorf aus 268 Wohnhäusern, in denen 1137 Menschen lebten. Ende 2009 löste sich das Dorf von Sobotín los und bildete eine eigene Gemeinde.

## Gemeindegliederung
Die Gemeinde Petrov nad Desnou besteht aus den Ortsteilen Petrov nad Desnou (Petersdorf an der Tess) und Terezín (Theresienthal).

## Sehenswürdigkeiten
- Felsformation Grátová skála (Weißenstein), am Kamenitý kopec nordöstlich des Dorfes
- Kapelle